# 周鳳 (成化辛丑進士)
周鳳（？—？），字鳴岐，直隸揚州府江都縣人，陝西西安前衛官籍，明朝政治人物。

## 生平
成化十六年（1480年）庚子科陝西鄉試第一名舉人。成化十七年（1481年）聯捷辛丑科二甲第五十二名進士。累官贵州按察司副使（弘治十二年，1499年）。

## 家族
曾祖周德貴；祖父周瑀；父周紞，前母田氏；魏氏。